# Long Gone Before Daylight
Long Gone Before Daylight è il quinto album di canzoni dei The Cardigans pubblicato nel 2003.

## Tracce
1. "Communication" – 4:28
2. "You're the Storm" – 3:53
3. "A Good Horse" – 3:17
4. "And Then You Kissed Me" – 6:03
5. "Couldn't Care Less" – 5:32
6. "Please Sister" – 4:37
7. "For What It's Worth" – 4:16
8. "Lead Me into the Night" – 4:32
9. "Live and Learn" – 4:16
10. "Feathers and Down" – 4:30
11. "03.45: No Sleep" – 3:45